# 尾崎行雄 (野球)
尾崎 行雄（おざき ゆきお、1944年9月11日 - 2013年6月13日）は、大阪府泉大津市出身のプロ野球選手（投手）。

## 経歴

### プロ入りまで
同姓の政治家である尾崎行雄にあやかって同じ名を付けられた。元々左利きだったが、小学5年生の時に父親の命令により（あるいは左投げ用のグローブが入手困難で右投げ用のものしか持っていなかったためともされる）右投げに転じた。右投げから左投げへの転向はよくあるが、左投げから右投げに転向は珍しい事例だった。しかし、尾崎の握力は右80㎏、左65㎏であったことから、のちの速球はこの転向によって生まれたとする向きもある。
泉大津市立第二中学校を卒業し、浪商高等学校に進学。浪商で尾崎の1学年下の後輩となる高田繁は中学時代にも練習試合で対戦しており、当時から尾崎はとんでもない球を投げていたと振り返っている。
2年時に1961年の夏の甲子園で優勝投手となり、怪童と呼ばれた。前年夏の甲子園から三度にわたる法政大学第二高等学校のエース柴田勲との対決は名勝負として知られる。
1960年に1年生ながら1学年上の大塚弥寿男とバッテリーを組み、夏の甲子園に出場。2回戦で法政二高と当たるが、柴田勲との最初の対決は0-4で完封負けに終わった。法政二高はこの大会で優勝。翌1961年は春夏の甲子園に連続出場。春の選抜では準々決勝でまたも法政二高と対戦、3回に先制するが1-3で逆転負け。法政二高は夏春連続優勝を飾る。夏の甲子園は準決勝で法政二高と三度目の対決。9回に2点差を追いつき、延長11回の熱戦の末2-4で初勝利、決勝に進出する。決勝では左腕エース森川勝年（慶大－松下電器）を擁する桐蔭高に苦戦するが、1-0で降し優勝。1年上のチームメートには、大塚のほか、三塁手の大熊忠義、二塁手の住友平、1年下には外野手の高田繁がいた。高田は「今まで実際に見た投手の中で、真っすぐは誰がすごいの、って言ったら尾崎さんだね」と後年語っている。
同年10月に2年生ながら、複数のプロ野球球団から勧誘を受ける。巨人・阪神・大毎・南海・東映・阪急の各球団のスカウトが連日のように尾崎の自宅を訪問。尾崎の母親が南海監督の鶴岡一人と同郷の広島県呉市出身だったことから、南海は鶴岡自ら尾崎獲得に乗り出し、尾崎を初対面から「ユキ坊、ユキ坊」と呼んで、長屋の裏口から入れる親しい間柄となる。また、阪急は職員が5,000万円の現金を抱えて入団交渉に現れる。しかし、契約金手取り3,000万円に引退後の面倒を見る条件が付いた東映フライヤーズに入団を決めた。東映監督の水原茂が浪商に強いコネを持っていたこと、浪商の先輩である山本八郎・張本勲の存在、尾崎自身が日本シリーズでの柴田との対決を希望していたことも、東映に決まった理由であったとされる。なお、晩年に尾崎は「今思えば、南海に行っとけばよかったなと思う」と語っていたという。
同年の秋季近畿大会府予選もエース・四番打者として出場、決勝で中塚政幸のいたPL学園を破る。しかし、直後の11月6日に高校を中退し、11月14日に東映への入団を表明した。

### 現役時代
1年目の1962年には4月8日の開幕第2戦の対大毎オリオンズ戦で10回表からリリーフとして初登板、全て直球で二番・葛城隆雄をピッチャーゴロ、三番・榎本喜八と四番・山内一弘を連続三振に打ち取ると、その裏にサヨナラ勝ちで、尾崎はわずか15球で初勝利を挙げる。4月22日には初先発で近鉄の久保征弘と投げ合い、12三振を奪い完封勝利を飾った。その後は順調に勝ち星を重ねて、オールスター前までに18勝を挙げる。オールスターゲームにも出場し、第2戦で勝利投手となる。その後、暑い8月に疲労のピークが重なり、約2ヶ月間勝ち星に見放されるが、最終的に20勝9敗、防御率2.42（リーグ5位）の成績で東映のリーグ初優勝に貢献、新人王に選出された。18歳での新人王は現在に至るまで史上最年少である。しかし同年の阪神タイガースとの日本シリーズでは、第1戦でリリーフ登板するものの、延長10回に吉田義男からサヨナラ二塁打を喫して敗戦投手となり、その後は登板機会はなかった。
翌1963年は4月に2完封勝利の後、故障もあって不調が続き7勝に終わる。しかし、1964年には20勝18敗、防御率2.55（リーグ6位）と復活、またリーグ最多の197奪三振を記録した。1965年にはナックルボールを覚え、これまでいつも速球で三振を取っていたところ、ナックルで遊びながら三振を取ってみようか、と余裕のようなものが生まれるようになる。この年はリーグ最多の61試合に登板、27勝（12敗）で最多勝を獲得、さらに防御率は1.88でリーグ2位、奪三振はリーグ最多の259個と好成績を挙げ、ベストナインも獲得した。1966年も24勝、防御率2.62（リーグ8位）と、3年連続20勝を記録した。
1967年は春先から調子が上がらず、オールスター前まででわずか4勝（10敗）防御率3.58であった。さらに、夏頃より肩に引っかかりを感じるようになる。それでも、時間をかけてウォーミングアップをすることで、何とか試合で速い球を投げることができ、8月25日の対西鉄ライオンズ戦では6勝目を完封で飾った。しかし無理は続かず、9月中旬の山形遠征の頃には、右肩痛で1mも投げられない状態になっていた。その後は鍼・灸・サウナ・マッサージなど、よいとされる所にはどこへでも出かけて治療を試みたが、肩の状態は元に戻らなかった。1968年に復帰するも故障以降は球速が上がらず、変化球主体にスタイルを変えたが、勝ち星から遠ざかる。1971年オフの契約更改では、球団から肩が治るまで打撃投手をするように通告を受け、いったん引退を決意。しかし、引退届を持参して球団事務所に行ったところ、監督の田宮謙次郎に「ここで投げ出したら今までの苦労が水の泡だぞ。男だったら、もう一度やってみろ」と諭され引退を撤回する。
1972年は5月以降にリリーフ登板した6試合すべて無失点に抑えると、6月25日に近鉄を相手に同季初先発、7回を投げ3安打2失点と好投、5年ぶりに勝利投手となる。同年は3勝を記録しわずかに復活の兆しを見せる。しかし、翌1973年6月に練習をしていた所、めまいや冷や汗といった症状が発生。病院で診察を受けると肝臓が悪いと診断されて1ヵ月寝たきりになり、同年オフに29歳で現役を引退。プロ通算107勝を挙げ、夏の甲子園の優勝投手としては戦後初のプロ通算100勝投手となった。

### 引退後
引退後は、1974年より東京都台東区柳橋で和風ステーキハウス「高尾」を経営する。ただし、尾崎は料理ができないため、開店当時は尾崎自身で出前の配達などもやっていたという。1976年からは捕手・辻佳紀と内野手・荒川堯とともにフジテレビの「欽ドン！野球」に出演し、軟式野球で中学生と対決した。しかし、1球投げる度に痛めた右肩に激痛が走ったという。
のち、スポーツ関係の会社に勤務し、少年野球の指導を行っていた。2001年にマスターズリーグがスタートすると東京ドリームスに参加。
2013年6月13日に肺がんのため死去。68歳没。通夜には、高田繁・張本勲・柴田勲など球界関係者をはじめとする500名近くが参列して別れを惜しんだ。
没後一周忌の2014年6月14日、政治家の尾崎行雄記念財団にて追慕企画「もう一人の尾崎行雄」展が開催された。

## 選手としての特徴
スリークオーターよりやや下方から投げ込む速球を武器とし、そのほかカーブ、シュート、ナックルなどを投げた。非常に球の速かった投手で、右肩痛を発症するまでは球種のほとんどがストレートであった。プロ野球史上における速球投手の話題では、必ずと言ってよいほど名前が挙がる選手である。湯浅景元の計算によると、尾崎の全力投球の球速は156.7キロを計測していた。高校時代の学年が一つ下であった高田繁も「カーブは中学生程度であったがと直球そのものは速球王」と認めていた。
一方で、制球力はあまりなく、狙ったコースに決まるのは10球のうち3球ほどだった。そのため、データを集めたりやメモを付けたことはなく、せいぜい大づかみに打者の欠点を頭に入れておく程度で、マウンドに登った時の感覚を大切にした。また、投球がどこへ行くかわからないので、打者も狙い球を絞りにくかったという。その一方で通算での与四球率は2.02を記録しており、四球は少なかった。

## 詳細情報

### 年度別投手成績
| 年 度      | 球 団      | 登 板 | 先 発 | 完 投 | 完 封 | 無 四 球 | 勝 利 | 敗 戦 | セ 丨 ブ | ホ 丨 ル ド | 勝 率 | 打 者 | 投 球 回 | 被 安 打 | 被 本 塁 打 | 与 四 球 | 敬 遠 | 与 死 球 | 奪 三 振 | 暴 投 | ボ 丨 ク | 失 点 | 自 責 点 | 防 御 率 | W H I P |
| ---------- | ---------- | ----- | ----- | ----- | ----- | -------- | ----- | ----- | -------- | ----------- | ----- | ----- | -------- | -------- | ----------- | -------- | ----- | -------- | -------- | ----- | -------- | ----- | -------- | -------- | ------- |
| 1962       | 東映 日拓  | 49    | 19    | 9     | 4     | 1        | 20    | 9     | --       | --          | .690  | 851   | 207.2    | 170      | 10          | 63       | 4     | 9        | 196      | 5     | 0        | 72    | 56       | 2.42     | 1.12    |
| 1963       | 東映 日拓  | 17    | 13    | 4     | 3     | 0        | 7     | 5     | --       | --          | .583  | 380   | 93.0     | 83       | 13          | 29       | 0     | 1        | 60       | 0     | 0        | 34    | 30       | 2.90     | 1.20    |
| 1964       | 東映 日拓  | 55    | 33    | 11    | 4     | 1        | 20    | 18    | --       | --          | .526  | 1167  | 286.0    | 233      | 23          | 90       | 2     | 9        | 197      | 1     | 0        | 93    | 81       | 2.55     | 1.13    |
| 1965       | 東映 日拓  | 61    | 37    | 26    | 6     | 5        | 27    | 12    | --       | --          | .692  | 1444  | 378.0    | 261      | 23          | 63       | 4     | 11       | 259      | 1     | 0        | 91    | 79       | 1.88     | 0.86    |
| 1966       | 東映 日拓  | 65    | 29    | 15    | 2     | 6        | 24    | 17    | --       | --          | .585  | 1162  | 292.0    | 268      | 23          | 40       | 4     | 2        | 122      | 4     | 1        | 100   | 85       | 2.62     | 1.05    |
| 1967       | 東映 日拓  | 28    | 21    | 7     | 2     | 1        | 6     | 14    | --       | --          | .300  | 531   | 126.2    | 132      | 16          | 25       | 3     | 3        | 67       | 0     | 0        | 58    | 43       | 3.05     | 1.24    |
| 1968       | 東映 日拓  | 14    | 4     | 0     | 0     | 0        | 0     | 0     | --       | --          | ----  | 88    | 19.0     | 27       | 5           | 5        | 0     | 2        | 4        | 0     | 0        | 15    | 13       | 6.16     | 1.68    |
| 1969       | 東映 日拓  | 7     | 1     | 1     | 0     | 1        | 0     | 2     | --       | --          | .000  | 75    | 17.1     | 22       | 5           | 2        | 0     | 0        | 6        | 0     | 0        | 14    | 11       | 5.82     | 1.38    |
| 1970       | 東映 日拓  | 24    | 2     | 0     | 0     | 0        | 0     | 2     | --       | --          | .000  | 193   | 43.0     | 56       | 11          | 11       | 0     | 0        | 41       | 0     | 0        | 30    | 28       | 5.86     | 1.56    |
| 1971       | 東映 日拓  | 24    | 2     | 0     | 0     | 0        | 0     | 3     | --       | --          | .000  | 170   | 40.1     | 46       | 6           | 12       | 0     | 1        | 26       | 1     | 1        | 22    | 20       | 4.50     | 1.44    |
| 1972       | 東映 日拓  | 17    | 2     | 0     | 0     | 0        | 3     | 1     | --       | --          | .750  | 151   | 39.2     | 27       | 4           | 7        | 1     | 2        | 29       | 0     | 0        | 12    | 10       | 2.25     | 0.86    |
| 1973       | 東映 日拓  | 3     | 0     | 0     | 0     | 0        | 0     | 0     | --       | --          | ----  | 32    | 6.0      | 12       | 4           | 2        | 0     | 0        | 3        | 0     | 1        | 9     | 9        | 13.50    | 2.33    |
| 通算：12年 | 通算：12年 | 364   | 163   | 73    | 21    | 15       | 107   | 83    | --       | --          | .563  | 6244  | 1548.2   | 1337     | 143         | 349      | 18    | 40       | 1010     | 12    | 3        | 550   | 465      | 2.70     | 1.09    |

- 各年度の太字はリーグ最高
- 東映（東映フライヤーズ）は、1973年に日拓（日拓ホームフライヤーズ）に球団名を変更

### タイトル
- 最多勝利：1回 （1965年）
- 最多奪三振：2回 （1964年、1965年） ※当時連盟表彰なし、パシフィック・リーグでは、1989年より表彰

### 表彰
- 新人王 （1962年）
- ベストナイン：1回 （1965年）

### 記録
初記録
- 初登板・初勝利：1962年4月8日、対毎日大映オリオンズ2回戦（明治神宮野球場）、10回表に3番手で救援登板・完了、1回無失点
- 初奪三振：同上、10回表に榎本喜八から
- 初先発・初完投勝利・初完封勝利：1962年4月22日、対近鉄バファローズ1回戦（日本生命球場）

節目の記録
- 100勝：1967年5月3日、対南海ホークス4回戦（大阪スタヂアム）、9回2失点（自責点1）完投勝利　※史上43人目
- 1000奪三振：1972年 9月23日、対南海ホークス22回戦（後楽園球場）、5回表にウィリー・スミスから　※史上45人目

その他の記録
- 8連続奪三振：1962年4月29日、対西鉄ライオンズ6回戦（平和台野球場）
- オールスターゲーム出場：3回 （1962年、1964年、1965年）

### 背番号
- 19 （1962年 - 1973年）